# シンフィヨトリ

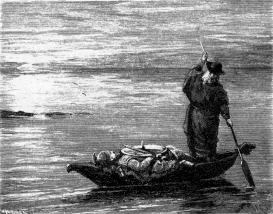
シンフィヨトリの遺体をヴァルハラへ送るオーディン

シンフィヨトリ(Sinfjötli)、は『ヴォルスンガ・サガ』と古エッダ「フンディング殺しのヘルギの歌 II」、「シンフィエトリの死について」に登場する英雄。ヴォルスングの一族の双子の兄妹シグムンドとシグニューの近親相姦によって生まれた。シグルズの異母兄である。
なお『ベーオウルフ』ではシイェムンド（シグムンド）の甥フィテラ(Fitela)として語られることから、もともとはフィヨトリだったものが、シグムンドの名前と頭韻を踏むために「Sin」が付け加えられたと考えられる。　
『ニーベルングの指環』には、シンフィヨトリに当たる人物は登場しないものの、ジークフリートが兄妹の近親相姦によって誕生する。

## 生涯
シンフィヨトリの母シグニューは、夫シゲイル王に父ヴォルスングを殺害された。10人の兄弟も捕らわれた上に処刑されることを知り、策略によって処刑を遅らせ双子の兄シグムンド逃がすことには成功したものの、他の兄弟を失った。シグニューはシゲイルとの間に生まれた2人の息子に親兄弟の仇を討たせようと考えた。そして上の息子が10歳になろうかというころに、先ず肌着を肉と皮に縫い付け、はぎ取ったが、彼は痛みに泣き叫んだ。次に彼をシグムンドの所へ送り出して器量を見させようとしたが、結局軟弱で気も利かず役に立たなかった。その旨をシグムンドに伝えられると、シグニューはシグムンドに子供を殺すように言う。1年後シグムンドの元に送り込まれた2人目の息子も同様で、彼もシグムンドに殺害された。シグニューは魔女に頼んで互いの姿を取り替え、道に迷った風を装ってシグムンドの元に赴き、何も知らない兄と臥所を共にしてシンフィヨトリを生んだ。
復讐のために生まれたシンフィヨトリはヴォルスング一族の血を濃く引いた偉丈夫に成長した。10歳になるかならないかのころ、シグニューはシゲイルとの間に産まれた2人の息子にしたようにシンフィヨトリを試したが、泣き喚くことなく気丈にも耐えて見せ、シグムンドの目にも叶う胆力を見せた。シンフィヨトリはシグムンドのもとで暮らし、さらに修練を積むことになった。
シグムンドはシンフィヨトリとともに強盗や追いはぎなどで生活し、息子の心身を鍛えた。しかし育つにつれてシグムンドの目には、シンフィヨトリが生粋のヴォルスングの一族のようにも、（実際は血を引いていない）父シゲイル王の悪い部分を多く持つようにも見えるようになった。とりわけ実の父と思い込んでいるシゲイル王の非道さを聞かされていたため、シンフィヨトリは家族に対する愛情には疎いようだった。
シンフィヨトリが十分に成長すると、シグムンドは彼を伴ってシゲイルの敵討ちへと行動を移した。このときシンフィヨトリは、シグムンドが殺さないとした異父弟をためらいも無く殺害したが、多勢に無勢でシグムンドと共に捕らえられ、岩を隔てた穴へ生き埋めにされた。しかし夜になるとシグニューの差し入れた剣で岩を切り裂いて脱出し、奇襲をかけてシゲイルの一族を皆殺しにして屋敷に火を放った。シグニューはシンフィヨトリの出生の秘密を2人に告げると、復讐の成就のために行った自らの罪ゆえに生き長らえるつもりは無いと言って、シゲイルと共に死ぬ運命を選んだ。
シグムンドとシンフィヨトリは、手勢を引き連れてフンの国（現在のドイツ）へ帰還すると、ヴォルスングの後を襲って王になった人物を追放し、シグムンドが王に即位した。その後シンフィヨトリは、シグムンドと後添いの王妃ボルグヒルドとの間に生まれた異母弟「フンティング殺しヘルギ」の指揮するヴァイキング行（略奪遠征）に補佐官として同行し手柄を挙げた。
しかしあるヴァイキング行で、シンフィヨトリは1人の女性をめぐって継母ボルグヒルドの弟と対立し、彼を殺害したため継母の怒りを買った。シグムンドは2人の仲を取り持とうとして王妃に身代金を支払ったため、ボルグヒルドは表面上は復讐を諦めざるを得なくなったが、裏側ではシンフィヨトリの毒殺を企てていた。王妃の弟を弔う宴でボルグヒルドはシンフィヨトリに酒杯をすすめたが、酒の濁りを理由にシンフィヨトリが忌避したため、毒の効かないシグムントが2度シンフィヨトリの代わりに毒酒を呑んだ。しかし、さすがに3杯目となるとシグムンドは酩酊して判断力をなくしてしまったため、シンフィヨトリは毒酒を飲まざるを得なくなり、死んだ。
失意の中シグムンドはシンフィヨトリの亡骸を抱えて森へ行った。そのまま歩いているとフィヨルドへ辿り着いた。そこで渡し守（＝オーディン）に向こう岸へ渡して欲しいかと聞かれ、そのようにと頼むが、船が小さいため渡し守はシンフィヨトリだけを載せて漕ぎ出した。シグムンドが岸伝いに追いかけるも、その姿は見えなくなった。シグムンドは引き返すと、王妃を国外へ追放し、彼女は間もなく死んだ。